# Carolina Cobras
Die Carolina Cobras waren ein Arena-Football-Team aus Raleigh, North Carolina, das in der Arena Football League (AFL) spielte. Ihre Heimspiele trugen die Cobras unter anderem in der Raleigh Entertainment & Sports Arena aus.

## Geschichte
Die Cobras wurden im Jahr 2000 gegründet und nahmen im gleichen Jahr an der AFL teil. Zur Saison 2003 zogen die Cobras von Raleigh in das nicht weit entfernte Charlotte, behielten aber Name und Logo. 
Das Franchise konnte zwei Mal in die Playoffs einziehen, ein Finale blieb ihnen allerdings verwehrt.

## Saisonstatistiken
| Jahr | Team            | Liga | S | N  | Playoffs erreicht | Playoffrunde                                                                                |
| ---- | --------------- | ---- | - | -- | ----------------- | ------------------------------------------------------------------------------------------- |
| 2000 | Carolina Cobras | AFL  | 3 | 11 | nein              |                                                                                             |
| 2001 | Carolina Cobras | AFL  | 7 | 07 | ja                | N Wild Card Round gg. Indiana Firebirds 41:58                                               |
| 2002 | Carolina Cobras | AFL  | 6 | 08 | ja                | S Wild Card Round gg. Grand Rapids Rampage 72:64 N Viertelfinale gg. Arizona Rattlers 59:61 |
| 2003 | Carolina Cobras | AFL  | 0 | 16 | nein              |                                                                                             |
| 2004 | Carolina Cobras | AFL  | 6 | 10 | nein              |                                                                                             |

## Zuschauerentwicklung
| Jahr | Team            | Liga | Zuschauerdurchschnitt |
| ---- | --------------- | ---- | --------------------- |
| 2000 | Carolina Cobras | AFL  | 13.232                |
| 2001 | Carolina Cobras | AFL  | 11.935                |
| 2002 | Carolina Cobras | AFL  | 09,417                |
| 2003 | Carolina Cobras | AFL  | 06.842                |
| 2004 | Carolina Cobras | AFL  | 06.829                |